# 高娄斤
高娄斤（？—536年10月6日），为南北朝北齐神武帝高欢的姐姐。
高娄斤嫁给了尉景。尉景因贵戚身份跟厍狄干一起被委以重任。尉景封长乐郡公，历任太保、太傅、开府仪同三司、青州刺史、大司马，子尉粲。天平三年九月七日，高娄斤在晋阳去世，兴和二年正月廿四日（540年2月17日）葬于行唐县。

## 家庭

### 祖父母
- 高安平，北魏使持节、侍中、太尉公，都督青徐齐济兖五州诸军事、骠骑大将军、青州刺史
- 河南叔孙氏，给事中叔孙崇之女，封陈留郡君

### 父母
- 高树生，使持节、假黄钺侍中太师，录尚书事、都督冀相沧瀛殷定六州诸军事、冀州刺史
- 韩期姬，追封长乐郡君

### 兄弟姐妹
- 高欢，东魏使持节、侍中、都督中外诸军事、大承相、勃海□王
- 高琛，东魏使持节、侍中、太尉公、尚书令、骠骑大将军、冀州刺史、□赵郡开国公
- 高惠宝，陈留文恭王
- 乐陵公主，嫁北齐太宰、章武景烈王厍狄干